# Back in the U.S.A.
Singles de Chuck Berry
Almost Grown
(1959) Broken Arrow
(1959)
Back in the U.S.A. est une chanson de Chuck Berry sortie en 45 tours en juin 1959.

## Histoire
Les paroles de Back in the U.S.A. sont écrites du point de vue d'un Américain exprimant son bonheur de retrouver sa patrie.
À sa sortie, la chanson atteint la 37e position du classement général Billboard, et monte jusqu'à la 16e place dans le classement rhythm and blues.

## Reprises
La reprise la plus célèbre de Back in the U.S.A. est celle de Linda Ronstadt, parue en 1978 sur l'album Living in the USA. Elle se classe no 16 des ventes aux États-Unis. En 1987, Ronstadt la chante lors du premier concert donné le 16 octobre à Saint-Louis pour célébrer le soixantième anniversaire de Chuck Berry. Elle apparaît ainsi dans le film Hail! Hail! Rock 'n' Roll et sur sa bande originale.
Back in the USA a également été reprise par :
- MC5 sur l'album Back in the USA (1970)
- Edgar Winter sur l'album Roadwork (1972)
- Jonathan Richman and the Modern Lovers sur l'album Jonathan Richman and the Modern Lovers (1976)

La chanson des Beatles Back in the U.S.S.R., parue en 1968 sur l'album The Beatles, est un pastiche de Back in the U.S.A. où l'Union soviétique remplace les États-Unis comme patrie du narrateur.